# یواس‌اس هالفورد (دی‌دی-۴۸۰)
یواس‌اس هالفورد (دی‌دی-۴۸۰) (به انگلیسی: USS Halford (DD-480)) یک کشتی بود که طول آن ۱۱۴٫۷ متر (۳۷۶ فوت) بود. این کشتی در سال ۱۹۴۲ ساخته شد.